# Eustomias achirus
Eustomias achirus és una espècie de peix de la família dels estòmids i de l'ordre dels estomiformes.

## Morfologia
- Els mascles poden assolir 16,7 cm de longitud total.[3][4]

## Hàbitat
És un peix marí i d'aigües subtropicals que viu fins als 200 m de fondària.

## Distribució geogràfica
Es troba a l'Atlàntic oriental (des del Sàhara Occidental fins a Angola), l'Atlàntic occidental (entre 41°N-9°N i, també, al Golf de Mèxic), l'Índic i el Pacífic.